# Глазков Сергій Олексійович
Глазков, Сергій Олексійович — український актор, режисер та кіносценарист.

## Життєпис
Народився 3 вересня 1957 року в селищі Янгі-Базар Верхньо-Чирчікского району Ташкентської області Узбецької РСР в сім'ї будівельників, які за комсомольською путівкою працювали на будівництві житлових будинків. Через рік батьки-інженер Глазков Олексій Михайлович і мати — маляр-штукатур Братченко Жанна Василівна повернулися на Донбас у місто Зоринськ Луганської області, де пройшло його дитинство. Перший клас він вже пішов у селищі Засілля Миколаївської області, куди переїхала його мати будувати Засільський цукровий завод. Пізніше вони перебралися в місто Миколаїв.
Закінчив режисерський факультет Київського інституту культури імені Олександра Корнійчука. Працював диктором українського телебачення. Потім актором у Миколаївському академічному театрі драми і музичної комедії, в якому зіграв безліч[скільки?] різних ролей.
1986 року створив естрадний театр «Шанс», який успішно[джерело?] гастролював по всьому колишньому Радянському Союзу. Вистави театру подивилися глядачі Києва та Львова, Москви та Ленінграда, Криму та Уралу, Білорусії та Казахстану[виправити стиль]. У цей період Сергій Глазков взяв участь у відновленні та проведенні щорічного фестивалю «Одеська Гуморина».
З 2004 року переїхав до Санкт-Петербурга, де працює як актор і режисер антрепризи. Деякий час був художнім керівником творчого об'єднання телевізійних фільмів кіностудії «Ленфільм». Зараз[коли?] ставить вистави в театрах і знімає кіно на власній кіностудії «Перемога».
2019 року на Міжнародному фестивалі «Велика любов. Санкт-Петербург» Сергій Глазков став призером за кіносценарій воєнної драми «Сильніше любові». Сергієм Глазковим написано й опубліковано понад 20 книг різних жанрів.

## Робота в кіно

### Актор
2020 Анатолій Степанович у фільмі «Дві долі» (у провадженні)
2020 Дмитро Крапівін у серіалі «Таємниці слідства-20» (у провадженні)
2019 Павловський в серіалі «Чудова п'ятірка-2» (серія «Людина у вікні») [Архівовано 14 січня 2021 у Wayback Machine.]
Михайло Родзянко у фільмі «Великий перелом. Відображення подій 1917 року» (документальний)
2017 Ліхута у фільмі «Цілитель»
2016 Гвоздикін в серіалі «Ментовські війни-10» (фільм «Довірена особа»)
Поліцейський у фільмі «Коли я кину пити» [Архівовано 11 січня 2020 у Wayback Machine.]
2015 Шорников в серіалі «Така робота» (серія «Три товариші») [Архівовано 5 січня 2020 у Wayback Machine.]
Лікар-реаніматолог в серіалі «Високі ставки» (серія «Самотність») [Архівовано 13 січня 2020 у Wayback Machine.]
2014 Полковник запасу Долгих в серіалі «Вулиці розбитих ліхтарів-14» (серія «День судді»)
2012—2013 Петро Вересов в серіалі «Чужий район-3» (серія «Сім'я») [Архівовано 23 березня 2020 у Wayback Machine.]
Полковник Генштабу в серіалі «Гончі-5» (фільм «Бракована втеча» 2011)
Головний редактор Святослав Михайлович в серіалі «Я йому вірю» (серія «Полювання за спадщиною») [Архівовано 1 серпня 2020 у Wayback Machine.]
Рома Іванов у серіалі «Літейний» (6-й сезон) (серія «Загроза»)
Роман Михайлович у серіалі «Літейний» (5-й сезон) (серія «Квіти»)
Начальник інформаційного центру в серіалі «Літейний» (5-й сезон) (серія «Легка здобич») [Архівовано 2 березня 2020 у Wayback Machine.]
2010 Петро Тимофійович Пехтерєв у серіалі «Таємниці слідства-9» (фільм «Шість мільйонів свідків») [Архівовано 15 березня 2020 у Wayback Machine.]
2009—2010 Головлікар в серіалі «Слово жінці»
1978 Порученець зі штабу у фільмі «Маршал революції»

### Режисер
2017 фільм «Цілитель»
2015 документальний фільм «Провокатори»

### Сценарист
2020 серіал «Чупакабра» (у провадженні)
2020 фільм «Дві долі» (у провадженні)
2017 фільм «Цілитель»
2016 фільм «Коли я кину пити» [Архівовано 11 січня 2020 у Wayback Machine.]
2014 фільм «Рудий Панько»
2013 серіал «Вулиці розбитих ліхтарів-13» серія «Честь мундира»
серіал «Одесит»
серіал «Літейний» (8-й сезон) серії «Смертник» [Архівовано 2 березня 2020 у Wayback Machine.], «Француз» [Архівовано 14 січня 2021 у Wayback Machine.]
серіал «Дізнавач-2» серії «Притон» [Архівовано 28 серпня 2020 у Wayback Machine.], «Вечеря» [Архівовано 1 березня 2020 у Wayback Machine.]
2012 серіал «Вулиці розбитих ліхтарів-12» серії «Знахідка», «Законник»
серіал «Літейний» (7-й сезон) серія «Нещасний випадок» [Архівовано 1 березня 2020 у Wayback Machine.]
2011 серіал «Літейний» (6-й сезон) серія «Загроза»

### Продюсер
2017 фільм «Цілитель»

## Книги
- 2007 «Баба Яга проти агенту 00» [Архівовано 26 грудня 2019 у Wayback Machine.]
- 2009 «Нікому не довіряй!» [Архівовано 18 червня 2021 у Wayback Machine.]
- Цикл детективів «Чупакабра»:
  - «Пограбування» [Архівовано 26 грудня 2019 у Wayback Machine.]
  - «Підпал» [Архівовано 26 грудня 2019 у Wayback Machine.]
  - «Голка» [Архівовано 26 грудня 2019 у Wayback Machine.]
  - «Пропажа» [Архівовано 17 березня 2020 у Wayback Machine.]
  - «Небіжчик» [Архівовано 4 грудня 2021 у Wayback Machine.]
  - «Облога [Архівовано 26 грудня 2019 у Wayback Machine.]»
  - «Самосуд» [Архівовано 4 жовтня 2020 у Wayback Machine.]
  - «Деменція» [Архівовано 26 грудня 2019 у Wayback Machine.]
- «Чорна людина, або Секретний лист генерал-аншефа» [Архівовано 26 грудня 2019 у Wayback Machine.]
- 2010 «Глибока розвідка» [Архівовано 18 вересня 2020 у Wayback Machine.]
- Цикл детективів «Літейний»:
  - «Загроза» [Архівовано 23 січня 2022 у Wayback Machine.]
  - «Смертник [Архівовано 23 січня 2022 у Wayback Machine.]»
  - «Нещасний випадок» [Архівовано 20 липня 2020 у Wayback Machine.]
  - «Француз» [Архівовано 20 липня 2020 у Wayback Machine.]
- Цикл детективів «Вулиці розбитих ліхтарів»:
  - «Знахідка» [Архівовано 4 грудня 2021 у Wayback Machine.]
  - «Законник» [Архівовано 4 грудня 2021 у Wayback Machine.]
  - «Честь мундира [Архівовано 1 грудня 2021 у Wayback Machine.]»
  - «Нічний експрес» [Архівовано 1 грудня 2021 у Wayback Machine.]
- 2012 Цикл детективів «Нічний детектив»: «Притон на Свічковому», «Вечеря на двох»
- 2015 «Цілитель» [Архівовано 25 листопада 2021 у Wayback Machine.]
- 2016 «Шаман по вихідним, або Чукча, однако…» [Архівовано 26 грудня 2019 у Wayback Machine.]
- «Коли я кину пити» [Архівовано 26 грудня 2019 у Wayback Machine.]
- 2019 Дилогія «Сильніше любові»:
  - «Гогланд» [Архівовано 29 серпня 2020 у Wayback Machine.]
  - «Маяк» [Архівовано 26 грудня 2019 у Wayback Machine.]
- «І брюнетки бувають блондинками» [Архівовано 26 грудня 2019 у Wayback Machine.]
- «Любовные письма Екатерины Великой»
- 2020 «Варіації на тему рококко»
- «Недолугий тато»
- «Антиквар»
- «Нелюдим»
- «Історія Ленфільму [Архівовано 10 серпня 2020 у Wayback Machine.]»